# Great Wall of Los Angeles

Great Wall of Los Angeles

Der Great Wall of Los Angeles (auch bekannt als The History of California) ist eine seit 2017 im National Register of Historic Places registrierte Wandmalerei im Stadtteil North Hollywood in Los Angeles.
Das von der Chicana-Künstlerin Judith F. Baca entworfene Wandbild ist im Stil der Chicano-Wandbilder der 1970er und des Muralismo gestaltet und greift damit Stilmittel sowohl der mesoamerikanischen als auch europäischen und besonders spanischen Kultur auf. Das etwas über 4 Meter (13,5 Fuß) hohe und knapp 840 Meter (2754 Fuß) lange Bild ist direkt auf die Betonwand des Flutbeckens des Tujunga Wash, eines Zuflusses des Los Angeles Rivers, aufgemalt. Die Wandmalerei erstreckt sich von der Oxnard Street im Norden bis zum Burbank Boulevard im Süden.

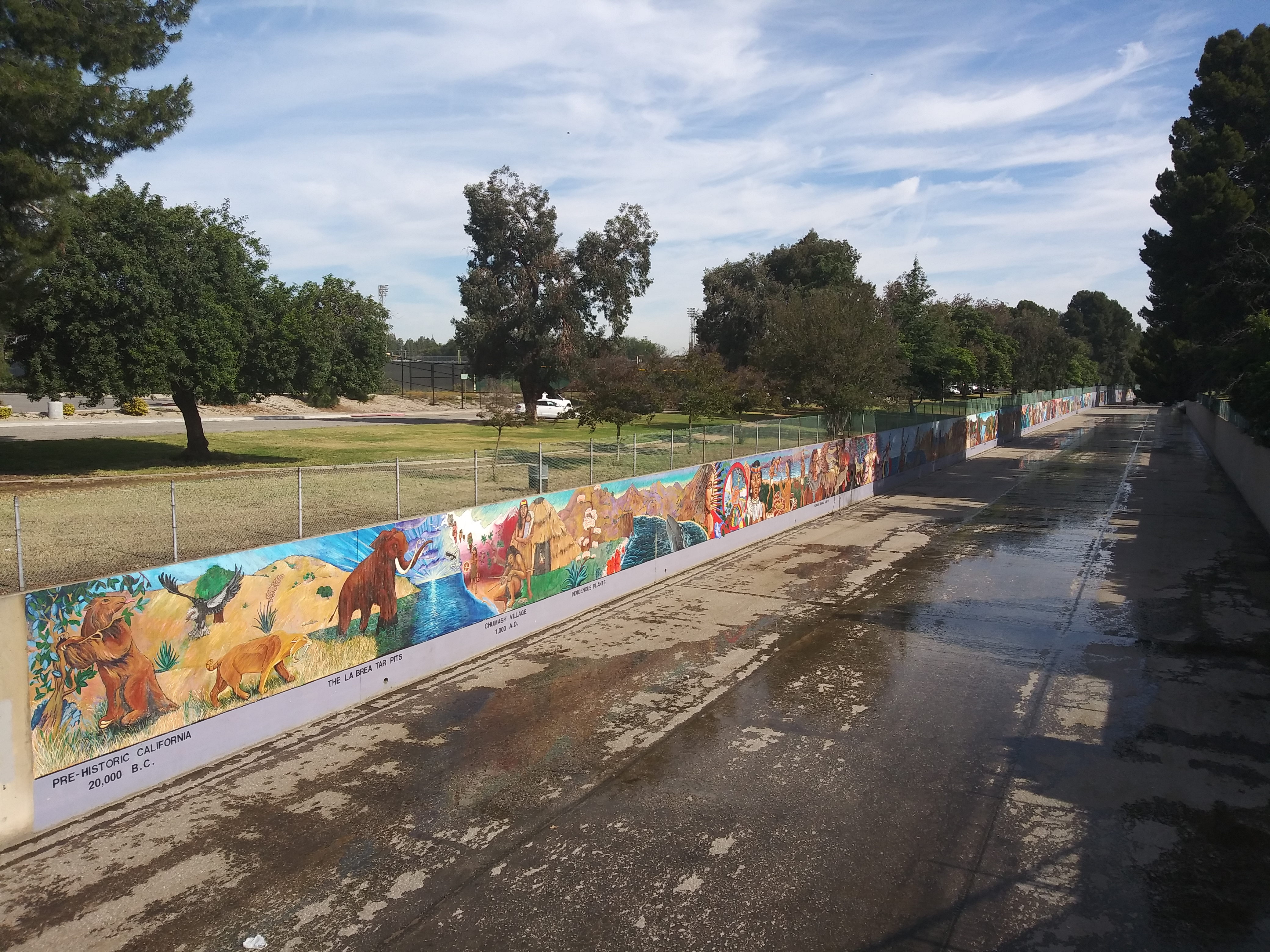
Der Tujubga Wash am Burbank Boulevard, Great Wall of Los Angeles links. Das Bild beginnt hier mit der Darstellung eiszeitlicher Flora und Fauna und der La Brea Tar Pits.